# فلاديمير فرنادسكي
فلاديمير إيفانوفيتش فرنادسكي (بالروسية: Владимир Иванович Вернадский)، (ولد في 12 مارس 1863 وتوفي في 6 يناير 1945) هو عالم معادن وكيميائي جيولوجي روسي وسوفييتي. يعتبر أحد مؤسسي الكيمياء الجيولوجية. ساهمت أفكاره حول مجال النو مساهمة هامة في حركة الكوزمية الروسية. كما عمل في أوكرانيا حيث أسس الأكاديمية الوطنية للعلوم الأوكرانية. ومن أهم أعماله التي لاقت شهرة كتابه المجال الحيوي الذي صدر عام 1926 والذي روج بشكل غير مقصود للمصطلح الذي أطلقه إدوارد سوس عام 1885 الذي افترض أن الحياة هي القوة الجيولوجية التي تشكل الأرض. حصل في عام 1943 على جائزة ستالين.

## سيرته

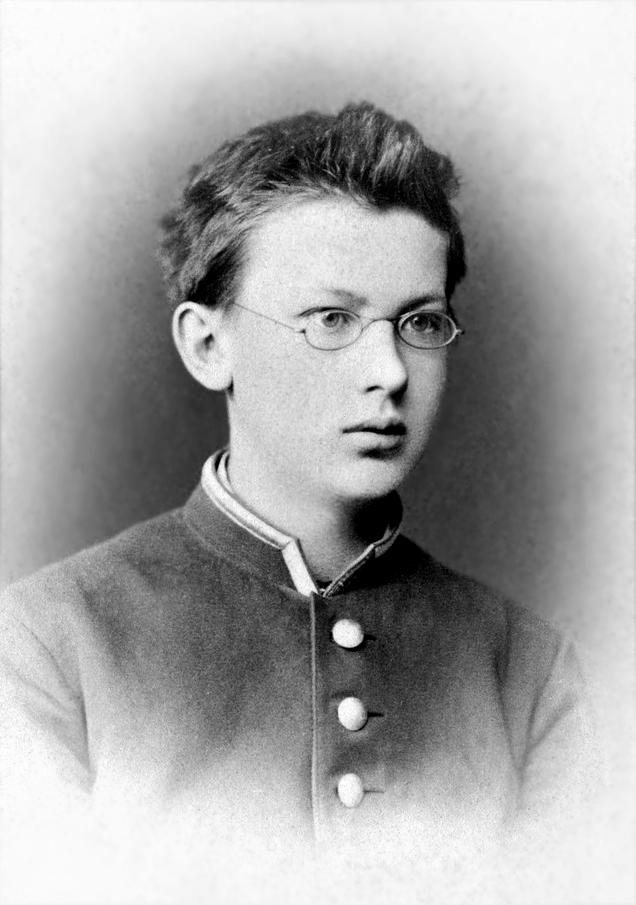
فلاديمير فرنادسكي في صورة له أخذت عام 1878

ولد فرنادسكي في سانت بطرسبرغ، من أعمال الإمبراطورية الروسية، في 12 مارس 1863، من أبوين ذوي جذور أوكرانية وروسية مختلطة.
كان والده، وهو سليل القوزاق الأوكرانيين،  استاذا في الاقتصاد السياسي في كييف قبل أن ينتقل إلى سانت بطرسبرغ. كانت والدته سيدة نبيلة من العرق الروسي.
اعتبر فرنادسكي نفسه روسيا ووأوكرانيا، وكان على دراية باللغة الأوكرانية.
تخرج فرنادسكي من جامعة سانت بطرسبرغ في عام 1885. اختار لدخول فرنادسكي دراسة علم المعادن بعد أن توفي أخر علماء المعادن الروس عام 1887 وتأثر بتعاليم عالم التربة دوغوجيف والعالم الجيولوجي أليكسي بي بافلوف، والذين كانا يدرسان علم المعادن لفترة من الوقت. في 20 يونيو 1888 كتب إلى زوجته ناتاشا فرنادسكي خلال وجوده في سويسرا:
«... أن عملية البحث عن الحقائق... من دون برنامج محدد أو من دون سؤال بحاجة لايجابة أو من هدف هي عملية غير جديرة للاهتمام. إلا أنه هناك مهمة [جديرة بالاهتمام] وأنه في أحد الايام [سيكون هناك اهتمام في شرح] التفاعلات الكيمائية التي تقوم بها الأرض في مناطق عديدة، إذ أن هذه التفاعلات تتبع قوانين معروفة ومفهومة منا، إلا أنها، كما نعتقد، مرتبطة بشكل وثيق بتغيرات عامة تقوم بها الأرض على نفسها متبعة قوانين ميكانيكية كونية. أعتقد، هنا، بوجود خفايا علينا استكشافها بخاصة هندما نأخذ بعين الاعتبار تعقيد المواد الكيميائية وانتظام حدوثها في مجموعات»
بينما كان يبحث عن موضوع للحصول على الدكتوراه، ذهب إلى نابولي لدرس تحت عالم البلورات أركانجلو ساتشي، وإثر اصابة ساتشي بالخرف توجه إلى ألمانيا للدراسة تحت غروث بول. هناك، تعلم فرنادسكي كيفية استخدام معدات غروث الحديثة التي طورها مثل الآلة التي تدرس حرارية ولدنة ومغناطيسية وكهربائية والخصائص البصرية للبلورات، فضلا عن استخدام مختبر الأستاذ زونكي للفيزياء الذي كان يعمل في مجال التبلور أيضا.
أشاع فرنادسكي شعبية مفهوم مجال النو لأول مرة وعمق فكرة المجال الحيوي المعترف بها إلى حد كبير من قبل المجتمع العلمي اليوم. أما من استنبط مرادفة «المجال الحيوي» هو العالم الجيولوجي النمساوي إدوارد سوس، والذي اجتمع فرنادسكي به في عام 1911.
أعتبر فرنادسكي في نظريته حول تطور الأرض، أن مجال نو هي المرحلة الثالثة في سلسلة من مراحل تطور الأرض بعد المجال الجيولوجي (أي مادة غير حية) والمجال الحيوي (أي الحياة البيولوجية). وكما أن الحياة نشأت بسبب تحول جذري في المجال الجيولوجي، فأن ظهور وعي الإنسان أو الإدراك سينشاء بسبب تحول في المجال الحيوي. نظريا، فإن مبادئ في كل من الحياة والإدراك هي من الملامح الأساسية للتطور الأرضي، ويجب أن يكون قد تضمنت في الأرض منذ البدء. هذا التحليل المنهجي والجيولوجية حول المنظومات الحية يكمل نظرية الانتقاء الطبيعي لداروين التي تهتم بفردية الأجناس وليس في علاقتها كمبدأ عام.
لم تكن رؤية فرنادسكي مقبولة على نطاق واسع في الغرب. إلا أنه كان من أوائل العلماء الذين لاحظوا أن الأوكسجين والنيتروجين وثاني أكسيد الكربون في الغلاف الجوي للأرض ينتجوا من عمليات بيولوجية. نشر في العشرينات من القرن الغشرين أعمال تتدعي أن الكائنات الحية يمكن أن تعيد تشكيل الكواكب، تماما كأي قوة فيزيائية. وكان فرنادسكي رائدا مهما في وضع الأسس علمية لعلوم البيئة.
وكان فرنادسكي مؤسس وأول رئيس لأكاديمية العلوم الأوكرانية في كييف، أوكرانيا عام 1918، وكان مؤسس المكتبة الوطنية للدولة الأوكرانية، وعمل بشكل وثيق مع جامعة تافردا في شبه جزيرة القرم. وخلال الحرب الأهلية الروسية، استضاف تجمعات من المثقفين الشباب الذين أسسوا فيما بعد حركة القرميين المهاجرين. وكان فرنادسكي موالي للدولة الروسية ومعارض لاستقلال أوكرانيا.
في أواخر ثلاثينات وبدايات أربعينات القرن العشرين، لعب فرنادسكي دورا استشاريا في مشروع القنبلة الذرية السوفياتية، باعتباره واحدا من أعلى الأصوات القوية الداعية لاستغلال الطاقة النووية. وكان يتم المسح الجيولوجي لمصادر اليورانيوم السوفياتي، وفيما بعد بحوث الانشطار النووي في معهده. وتوفي قبل متابعة المشروع بالكامل.
هاجر نجله جورج فرنادسكي (1887-1973) الولايات المتحدة حيث نشر العديد من الكتب حول التاريخ الروسي في القرون الوسطى، فضلا عن التاريخ الأوكراني في العصور الوسطى والتاريخ الروسي الحديث.
وتحمل شوارع رئيسية في كل من موسكو جامعة تافريدا الوطنية في شبه جزيرة القرم (أوكرانيا)، اسم فرنادسكي تخليدا لذكراه.

## أعمال مختارة
- «الكيمياء الجيولوجية»، نشرت في روسيا عام 1924
- «المجال الحيوي»، نشر لأول مرة في روسيا في عام 1926. اللغة الإنجليزية ترجمة:
- «أوراكل، من الألف إلى الياء»، مطبعة التآزر، 1986، ردمك 0-907791-11-5، 86pp.
- ديفيد ب. لانجميور، نيويورك، كوبرنيكوس، 1998، ردمك 0 - 387-98268 العاشر، 192pp.
- «مقالات في الكيمياء الجيولوجية والمجال الحيوي». أولغا باراش، سانتا في، نيو ميكسيكو، مطبعة التآزر، ردمك 0-907791-36-0، 2006

### المدونات
- دنيفنكي 1917-1921 : أوكتيبار 1917 - يانفار، يوميات 1917-1921)، كييف، نوكوفا دومكا (1920 1994، ردمك 5 - 12 - 004641 - العاشر، 269pp.
- دنفينكي.  مارت avgust 1925 1921 (يوميات 1921-1925)، موسكو، Nauka، 1998، ردمك 5-02-004422-9، 213pp.
- دنفينكي1926-1934 (يوميات 1926-1934)، موسكو، Nauka، 2001، ردمك 5-02-004409-1، 455pp.
- دنفينكي1935-1941 knigakh dvukh الخامس.  Kniga 1، 1935-1938 (يوميات 1935-1941 في مجلدين. المجلد 1، 1935-1938)، موسكو، Nauka، 2006، ص ردمك 5-02-033831-1,444
- دنفينكي 1935-1941 knigakh dvukh الخامس.  Kniga 2، 1939-1941 (يوميات 1935-1941. المجلد 2، 1939-1941)، موسكو، Nauka، 2006، ردمك 5 - 02-033832 العاشر، 295pp.

## وصلات خارجية
- فلاديمير فرنادسكي على موقع الموسوعة البريطانية (الإنجليزية)

- قبر فرنادسكي
- بهرندز، تيلو، نهضة فرنادسكي السادس، النشرة الدورية للجمعية الجيوكيميائية، # 125، أكتوبر 2005، استرجاع 6 أكتوبر 2010
- فرنادسكي، فلاديمير ايفانوفيتش، «الجيوكيمياء والمحيط الحيوي»
- الأرشيف الإلكتروني من الكتابات من وعن فرنادسكي (الروسية)
- فلاديمير فرنادسكي على الموقع الرسمي الأكاديمية الروسية للعلوم